# Lista de partidos políticos por geoesquema das Nações Unidas
Esta é uma lista de partidos políticos pelo geoesquema das Nações Unidas em todo o mundo, sob a forma de uma lista para as páginas de cada região. Todas as páginas ligadas a partir daqui incluem uma tabela listando as subpáginas de países/jurisdição em determinada região, mostrando qual sistema partidário é dominante em cada país.
Um partido político é uma organização política para apoiar uma certa ideologia ou formadas em torno de questões muito especiais com o objetivo a participação no poder, geralmente através da participação em eleições. Partidos individuais estão devidamente listados em artigos separados sob a página para cada nação.

## Lista por regiões e subregiões

### África
- Lista de partidos políticos na África por país
  - Lista de partidos políticos na África Oriental por país
  - Lista de partidos políticos na África Central por país
  - Lista de partidos políticos no Norte da África por país
  - Lista de partidos políticos no Sul da África por país
  - Lista de partidos políticos na África Ocidental por país

### Américas
- Lista de partidos políticos nas Américas por país
  - Lista de partidos políticos nas Caraíbas por país
  - Lista de partidos políticos na América Central por país
  - Lista de partidos políticos na América do Norte por país
  - Lista de partidos políticos na América do Sul por país

### Ásia
- Lista de partidos políticos na Ásia por país
  - Lista de partidos políticos na Ásia Central por país
  - Lista de partidos políticos na Ásia Oriental por país
  - Lista de partidos políticos no Sul da Ásia por país
  - Lista de partidos políticos no Sudeste da Ásia por país
  - Lista de partidos políticos na Ásia Ocidental por país

### Europa
- Lista de partidos políticos na Europa por país
  - Lista de partidos políticos na Europa Oriental
  - Lista de partidos políticos no Norte da Europa
  - Lista de partidos políticos no Sul da Europa
  - Lista de partidos políticos na Europa Ocidental

### Oceania
- Lista de partidos políticos na Oceania por país
  - Lista de partidos políticos na Austrália e Nova Zelândia por país
  - Lista de partidos políticos na Melanésia por país
  - Lista de partidos políticos na Micronésia por país
  - Lista de partidos políticos na Polinésia por país